# Anh trai vượt ngàn chông gai
Anh trai vượt ngàn chông gai là một chương trình truyền hình thực tế về âm nhạc được phát sóng trên kênh VTV3. Đây là phiên bản Việt Nam của chương trình truyền hình Trung Quốc Call Me by Fire do Mango TV sản xuất.

## Định dạng
Chương trình có sự góp mặt của 33 nghệ sĩ nam (gọi là các "anh tài"), cùng nhau trình diễn trong các đêm công diễn để giành một suất trong "gia tộc toàn năng", gồm những người chiến thắng chung cuộc. Khác với phiên bản nữ của chương trình Chị đẹp đạp gió rẽ sóng, chương trình vẫn cho phép các nghệ sĩ gần đến độ tuổi 30 tham gia. Bên cạnh đó, bám sát phiên bản gốc Call Me by Fire, sau mỗi đêm công diễn, các thành viên của nhóm thua phải chọn ra vài thành viên để loại ra khỏi chương trình, và sau các đêm công diễn sẽ có 17 "anh tài" giành chiến thắng.
Tất cả các "anh tài" sẽ chia đội và lập ra những nhóm nhạc, gọi là "nhà" và trải qua quá trình luyện tập để trình diễn trong các đêm thi chính thức, gồm 1 đêm concert, 5 đêm công diễn và 2 đêm chung kết nhằm chọn ra những "anh tài" xuất sắc nhất góp mặt trong "gia tộc toàn năng". Trong suốt quá trình thi, ngoài việc biểu diễn, sẽ có thêm luật chơi đặc biệt: Đấu giá bài hát và thứ tự trình diễn. 350 khán giả tại trường quay sẽ là người đánh giá, bình chọn cho các "anh tài" để quyết định thứ hạng của các tiết mục trình diễn cũng như "điểm hoả lực" của mỗi người sau mỗi đêm diễn.

## Sản xuất
Ngày 25 tháng 1 năm 2024, nhà sản xuất thông qua fanpage chính thức của chương trình Chị đẹp đạp gió rẽ sóng đã thông báo sản xuất và phát sóng chương trình Anh trai vượt ngàn chông gai, phiên bản Việt hóa của chương trình truyền hình Call Me by Fire của Mango TV (Trung Quốc). Nhà sản xuất chương trình cho biết, phiên bản Việt Nam sẽ giữ nguyên tinh thần và giá trị của phiên bản gốc nhưng sẽ có những thay đổi phù hợp để đáp ứng thị hiếu và văn hóa giải trí của khán giả trong nước. Trước những ý kiến cho rằng Anh trai vượt ngàn chông gai là phiên bản nam của Chị đẹp đạp gió rẽ sóng, đại diện nhà sản xuất phủ nhận điều này và cho biết, tiêu chí, luật chơi và cách giải quyết mâu thuẫn của chương trình này khác hoàn toàn so với phiên bản "chị đẹp".
Đầu tháng 4 năm 2024, nhà sản xuất công bố những nhân vật chính trong ê-kíp thực hiện mùa đầu tiên của chương trình. Theo đó, Đinh Hà Uyên Thư đảm nhận vai trò tổng đạo diễn sân khấu, SlimV làm giám đốc âm nhạc, Anh Tuấn và Khánh Vy dẫn dắt chương trình, Đặng Thiếu Ngân giữ vị trí cố vấn nội dung và Trần Quốc Vương là đạo diễn hình ảnh sân khấu. Danh tính của các nhân vật tham gia mùa đầu tiên của chương trình đã được công bố vào tháng 4 và tháng 5 năm 2024.
Từ ngày 23 tháng 6 (khoảng một tuần trước ngày lên sóng chính thức), chương trình lần lượt công bố hình hiệu, teaser chương trình, teaser MV chính thức và trailer chính thức của chương trình. Trước ngày lên sóng, đại diện nhà sản xuất tiết lộ thêm, các anh tài "không chỉ đấu hát mà còn đấu trí", thể hiện thông qua luật đấu giá bài hát. Với luật chơi đặc trưng này của chương trình, nhà sản xuất mong muốn được truyền tải hình ảnh những người đàn ông dù có thể vui vẻ với nhau ngoài đời nhưng rất chiến lược và mưu trí khi thi đấu với nhau. Đến ngày 28 tháng 6, MV ca khúc chính thức của chương trình mang tên "Hỏa ca" được ra mắt.
Buổi họp báo chính thức diễn ra vào ngày 26 tháng 6 với sự tham gia của hầu hết các "anh tài" (trừ nghệ sĩ Tự Long vắng mặt do có lịch trình riêng) cùng một số nghệ sĩ khách mời. Trong buổi họp báo, đại diện nhà sản xuất cho biết, chương trình không tìm ra nhóm nhạc như ở Chị đẹp đạp gió rẽ sóng, mà sẽ tìm một "gia tộc toàn năng", tức là những người chiến thắng. Nhà sản xuất quan niệm rằng đây sẽ là một hành trình đẹp với đích đến ý nghĩa, và không bắt buộc các anh tài phải đi biểu diễn cùng nhau sau khi chương trình kết thúc. Ngoài ra, trước những ý kiến cho rằng bình chọn của 350 khán giả không phải đại diện cho số đông, đại diện nhà sản xuất khẳng định sẽ có đơn vị kiểm toán độc lập để kiểm soát kết quả. Bình chọn của khán giả tại trường quay được đại diện khẳng định là sẽ chỉ mang tính nhất thời và không đại diện cho tất cả khán giả. Bên cạnh đó, khán giả cũng có thể bình chọn để chọn người chiến thắng cho 7 giải thưởng phụ của các "anh tài".
Vào đầu năm 2025, nhà sản xuất thông báo không sản xuất chương trình Anh trai vượt ngàn chông gai mùa 2 trong năm 2025, cùng với Chị đẹp đạp gió mùa 3, nhường thời lượng phát sóng cho chương trình Gia đình Haha. Dự kiến chương trình sẽ tiếp tục sản xuất mùa 2 vào năm 2026.
Chương trình do Ban Văn nghệ, Đài Truyền hình Việt Nam phối hợp với công ty 1Production (thuộc Yeah1) thực hiện.

### Ghi hình
Chương trình được ghi hình tại phim trường 1Studio (tòa nhà 41–49 An Phú, phường An Phú, Thủ Đức, thành phố Hồ Chí Minh), nơi mà theo đơn vị sản xuất Yeah1, sẽ "sản xuất các nội dung chất lượng cao" của nhà sản xuất trong năm 2024. Chương trình có lần phải tạm dừng ghi hình nhằm tháo dỡ phần công trình vi phạm của địa điểm thực hiện ghi hình. Theo Tuổi Trẻ, địa điểm đó theo hợp đồng công trình xây dựng là "nhà ở kết hợp văn phòng" do Yeah1 ký với Công ty cổ phần quảng cáo Bồ Công Anh với giá trị hơn 142 tỷ đồng.

### Bài hát chủ đề
Bài hát chủ đề của chương trình là bài hát "Hỏa ca" do SlimV sản xuất và đồng sáng tác với It's Charles, và được 33 "anh tài" của mùa đầu tiên thể hiện. Teaser của MV được ra mắt vào ngày 26 tháng 6 và MV chính thức được ra mắt hai ngày sau đó. SlimV cho biết bài hát này được ra đời nhằm truyền tải được tinh thần đoàn kết và tạo sợi dây kết nối giữa các nghệ sĩ tham gia chương trình. Ca khúc có sự phối hợp giữa tính hiện đại của nhạc điện tử với nhạc rock và những bản nhạc giao hưởng. Cũng theo SlimV, tính truyền cảm hứng là điểm thu hút nhất của bài hát chủ đề này, và từ ca khúc này, anh mong muốn khán giả cảm nhận được tinh thần rực lửa mà các "anh tài" muốn truyền tải, trong đó có thể có những kỷ niệm trong sự nghiệp âm nhạc của mỗi người.

## Phát sóng
Anh trai vượt ngàn chông gai phát sóng từ ngày 29 tháng 6 năm 2024 lúc 20:00 thứ 7 hàng tuần trên VTV3 và công chiếu lúc 20:30 cùng ngày trên kênh YouTube YeaH1 Show của nhà sản xuất chương trình.

## Tổng quan các mùa
| Mùa | Mùa | Số anh tài | Số tập | Số tập | Phát sóng gốc       | Phát sóng gốc        | Đội hình chung cuộc | TK     |
| Mùa | Mùa | Số anh tài | Số tập | Số tập | Phát sóng lần đầu   | Phát sóng lần cuối   | Đội hình chung cuộc | TK     |
| --- | --- | ---------- | ------ | ------ | ------------------- | -------------------- | --- | ------ |
|     | 1   | 33         | 15     | 15     | 29 tháng 6 năm 2024 | 19 tháng 10 năm 2024 | - Bằng Kiều - Tự Long - Đinh Tiến Đạt - Tiến Luật - Đỗ Hoàng Hiệp - Thanh Duy - Quốc Thiên - Binz - Cường Seven (đội trưởng) - Jun Phạm - BB Trần - S.T Sơn Thạch - Rhymastic - (S)TRONG Trọng Hiếu - Soobin - Kay Trần - Bùi Công Nam | [ 38 ] |

## Đón nhận
Ngay từ khi danh tính các anh tài được công bố, Anh trai vượt ngàn chông gai đã gây sự chú ý với khán giả khi liên tục lọt vào top những chương trình được thảo luận nhiều nhất trên mạng xã hội theo thống kê của Kompa. Với việc chương trình Anh trai "say hi" – một chương trình có cùng chủ đề, nội dung và motif – lên sóng cùng thời điểm với chương trình này, nhiều khán giả dự đoán sẽ có một cuộc cạnh tranh về mức độ phủ sóng lẫn tham vọng của các nhà sản xuất, cũng như kỳ vọng các chương trình sẽ có những yếu tố đặc biệt riêng để thu hút khán giả. Tuy nhiên, theo Người Lao Động, việc nhiều nghệ sĩ tham gia cùng một chương trình có thể trở thành yếu tố bất lợi; bài báo đã đưa ra ví dụ về chương trình Chị đẹp đạp gió rẽ sóng của cùng nhà sản xuất Yeah1, khi mà việc quá nhiều chị đẹp góp mặt khiến khán giả phân tán sự chú ý. Mỗi nghệ sĩ đều có lượng khán giả, người hâm mộ riêng nên những cuộc tranh cãi, đấu tố nhau để bảo vệ thần tượng diễn ra liên tục, từ đó ảnh hưởng ít nhiều đến các nhà sản xuất.
MV bài hát chủ đề "Hỏa ca" của chương trình ngay khi ra mắt đã nhận được nhiều sự ủng hộ và khen ngợi của khán giả. Đánh giá của Znews cho biết bên cạnh phần âm nhạc lôi cuốn, hấp dẫn cùng ca từ ý nghĩa, nội dung MV cũng được đánh giá cao, đồng thời việc cho tất cả các anh tài góp giọng với thời lượng ngang nhau cũng là một điểm cộng lớn.
Khi tập đầu tiên lên sóng, chương trình đã nhận được sự ủng hộ rộng rãi của khán giả; hầu hết các vấn đề gây tranh cãi trong Chị đẹp đạp gió rẽ sóng  được cho là đã được khắc phục trong Anh trai vượt ngàn chông gai. Đánh giá của Đời sống Pháp luật cho biết rằng đã rất lâu kể từ những mùa đầu tiên của Giọng hát Việt, Thần tượng âm nhạc Việt Nam hay Hòa âm Ánh sáng, chưa có một chương trình truyền hình nào phát trên đài truyền hình quốc gia mà lại "hấp dẫn, ấn tượng và khiến khán giả ở mọi lứa tuổi cùng thưởng thức" như chương trình này. Bài đánh giá cũng cho hay những thảo luận, bình luận từ khán giả về các anh tài, bài hát,... sau mỗi tập trên mạng xã hội cũng là một hình ảnh đã lâu mới có thể nhìn thấy lại lần nữa. Viết trên báo điện tử Đảng Cộng sản Việt Nam, Anh Tuấn bình luận "chương trình đã thu hút sự chú ý của khán giả bởi những giá trị nghệ thuật và nhân văn mà một kênh truyền hình quốc gia cần làm trong thời đại 4.0, kỷ nguyên số, đồng thời mở ra cơ hội để các nhà sản xuất hướng tới mục tiêu xa hơn là chung sức phát triển ngành công nghiệp văn hoá Việt Nam." Theo Tiền Phong, thông qua chương trình, những nghệ sĩ qua thời đỉnh cao tạo sức hút trở lại, và hàng loạt nghệ sĩ khác được nâng tầm sức hút. Chương trình đã đạt được thành tích top 1 rating của kênh VTV3 trong phần lớn thời gian phát sóng, tính trên đối tượng khán giả nữ ở bốn thành phố lớn theo số liệu của Kantar Media.
Chương trình cũng đã được ghi nhận như là minh chứng cho sự phát triển của ngành công nghiệp văn hóa với các chương trình có sức thu hút, hiệu ứng xã hội lớn. Thủ tướng Chính phủ Phạm Minh Chính trong bài phát biểu tại một hội nghị đã nhắc đến thành công của hai concert Anh trai "say hi" và Anh trai vượt ngàn chông gai, và đánh giá cao sức sáng tạo của những người trẻ Việt Nam tham gia: "Qua hai concert này, chúng ta đã thấy mình đủ tầm, đủ sự thông minh, sáng tạo để phát triển công nghiệp văn hóa, công nghiệp giải trí. Chúng ta có nền văn hóa đậm đà bản sắc dân tộc, có sức mạnh nội sinh, có truyền thống, tiềm lực để nâng cao sự hưởng thụ về văn hóa..."

## Giải thưởng và vinh danh
| Năm  | Giải thưởng             | Hạng mục                                    | Đề cử                                                                                       | Kết quả   |
| ---- | ----------------------- | ------------------------------------------- | ------------------------------------------------------------------------------------------- | --------- |
| 2024 | Vietnam iContent Awards | Chương trình truyền hình truyền cảm hứng    | Anh trai vượt ngàn chông gai                                                                | Đoạt giải |
| 2024 | Vietnam iContent Awards | Hiện tượng số của năm                       | Anh trai vượt ngàn chông gai                                                                | Đề cử     |
| 2024 | Ngôi sao của năm        | Hiện tượng giải trí                         | Anh trai vượt ngàn chông gai                                                                | Đề cử     |
| 2024 | Ấn tượng VTV            | Chương trình giải trí ấn tượng              | Anh trai vượt ngàn chông gai                                                                | Đoạt giải |
| 2024 | Giải Mai Vàng           | Chương trình trên nền tảng số - truyền hình | Anh trai vượt ngàn chông gai                                                                | Đoạt giải |
| 2024 | Giải Mai Vàng           | Người dẫn chương trình                      | Anh Tuấn                                                                                    | Đoạt giải |
| 2024 | Giải Mai Vàng           | Ca khúc                                     | "Mẹ yêu con" – Sáng tác: Nguyễn Văn Tý; biểu diễn: Nhà Tinh hoa                             | Đề cử     |
| 2024 | Giải Mai Vàng           | Ca khúc                                     | "Trống cơm" – Sáng tác: Dân ca Bắc Bộ; biểu diễn: Nhà Sao sáng                              | Đề cử     |
| 2024 | Giải Mai Vàng           | Ca khúc                                     | "Thuận nước đẩy thuyền" – Sáng tác: S.T Sơn Thạch, Thanh Hưng, Andiez                       | Đoạt giải |
| 2024 | Giải Mai Vàng           | Diễn viên hài                               | Tự Long                                                                                     | Đoạt giải |
| 2024 | Làn Sóng Xanh           | Nam ca sĩ/rapper của năm                    | Soobin                                                                                      | Đoạt giải |
| 2024 | Làn Sóng Xanh           | Ca sĩ đột phá                               | Quốc Thiên                                                                                  | Đề cử     |
| 2024 | Làn Sóng Xanh           | Hoà âm phối khí                             | "Trống cơm" – Kriss Ngô & Touliver                                                          | Đoạt giải |
| 2024 | Làn Sóng Xanh           | Hoà âm phối khí                             | "Hỏa ca (Call me by fire)" – GRVITY, Touliver (55), SlimV, Duy Sơn, Hà Trà Đá, TINLE        | Đề cử     |
| 2024 | Làn Sóng Xanh           | Nhà sản xuất âm nhạc của năm                | SlimV                                                                                       | Đoạt giải |
| 2024 | Làn Sóng Xanh           | Sự kết hợp xuất sắc                         | "Trống cơm" – Cường Seven, Soobin, Tự Long, APJ, It’s Charles., SlimV, Kriss Ngô & Touliver | Đoạt giải |
| 2024 | Làn Sóng Xanh           | MV của năm                                  | "Hỏa ca (Call me by fire)" – Đạo diễn: Đinh Hà Uyên Thư                                     | Đề cử     |
| 2024 | Làn Sóng Xanh           | Chương trình của năm                        | Anh trai vượt ngàn chông gai                                                                | Đoạt giải |
| 2024 | WeChoice Awards         | Show giải trí của năm                       | Anh trai vượt ngàn chông gai                                                                | Đoạt giải |
| 2024 | WeChoice Awards         | Nghệ sĩ có hoạt động nổi bật                | Tự Long                                                                                     | Đề cử     |
| 2024 | WeChoice Awards         | Nghệ sĩ có hoạt động nổi bật                | SlimV                                                                                       | Đề cử     |
| 2024 | WeChoice Awards         | Nghệ sĩ có hoạt động nổi bật                | Đinh Hà Uyên Thư                                                                            | Đề cử     |
| 2024 | WeChoice Awards         | Nghệ sĩ có hoạt động nổi bật                | Bùi Công Nam                                                                                | Đoạt giải |
| 2024 | WeChoice Awards         | Ca sĩ/Rapper có hoạt động đột phá           | Binz                                                                                        | Đề cử     |
| 2024 | WeChoice Awards         | Ca sĩ/Rapper có hoạt động đột phá           | Soobin                                                                                      | Đoạt giải |
| 2024 | WeChoice Awards         | Màn trình diễn bùng nổ                      | Trống cơm – Cường Seven, Soobin, Tự Long                                                    | Đoạt giải |
| 2024 | WeChoice Awards         | Producer của năm                            | Kriss Ngô                                                                                   | Đoạt giải |
| 2024 | WeChoice Awards         | Nhân vật truyền cảm hứng                    | Soobin                                                                                      | Đoạt giải |
| 2024 | WeChoice Awards         | Nhân vật truyền cảm hứng                    | Tự Long                                                                                     | Đoạt giải |
| 2024 | WeChoice Awards         | Đại sứ truyền cảm hứng                      | Tự Long                                                                                     | Đoạt giải |
| 2024 | WeChoice Awards         | Z-Slang – Cụm từ lóng của năm               | "Đỉnh nóc, kịch trần, bay phấp phới" (Tự Long)                                              | Đoạt giải |
| 2025 | Giải Âm nhạc Cống hiến  | Chuỗi chương trình của năm                  | Live concert Anh trai vượt ngàn chông gai                                                   | Đoạt giải |
| 2025 | Giải Âm nhạc Cống hiến  | Nhà sản xuất của năm                        | SlimV                                                                                       | Đoạt giải |
| 2025 | Giải Âm nhạc Cống hiến  | Nam ca sĩ của năm                           | Quốc Thiên                                                                                  | Đề cử     |
| 2025 | Giải Âm nhạc Cống hiến  | Nam ca sĩ của năm                           | Soobin                                                                                      | Đoạt giải |

### Vinh danh
- VTV trao tặng bằng khen cho chương trình Anh trai vượt ngàn chông gai là "chương trình giải trí ấn tượng, đã có những đóng góp nhằm tôn vinh giá trị văn hóa, dân tộc" tại đêm diễn vào ngày 14 tháng 12 năm 2024.[58]
- Concert Anh trai vượt ngàn chông gai được Bộ Văn hoá, Thể thao & Du lịch vinh danh ở hạng mục "Chương trình biểu diễn nổi bật của năm" tại Chương trình giới thiệu các gương mặt nghệ sĩ tiêu biểu và một số cuốn sách nổi bật lĩnh vực nghệ thuật biểu diễn, văn học năm 2024.[59]
- Concert Anh trai vượt ngàn chông gai tại Thành phố Hồ Chí Minh vào ngày 22 tháng 3 năm 2025 được tổ chức kỷ lục Guinness thế giới công nhận là "Sự kiện có số lượng người tham gia mặc trang phục truyền thống Việt Nam đông nhất" với hơn 5.000 người.[60]

## Sau chương trình
Jun Phạm, BB Trần, S.T Sơn Thạch, Kay Trần và Bùi Công Nam chính thức hợp thành nhóm nhạc B.O.F sau chương trình. Tên nhóm B.O.F mang ý nghĩa đa tầng, kết hợp giữa "Boys On Fire" (sự nhiệt huyết trên sân khấu), "Boys Over Flower" (sức hút từ sự tỏa sáng cá nhân) và "Boys Friend" (tinh thần gần gũi, ấm áp). Hoạt động dưới sự quản lý của công ty 1Label, nhóm đã ra mắt ca khúc đầu tay "Tết đỉnh nóc" vào ngày 4 tháng 1 năm 2025. Sau đó vào tối ngày 14 tháng 5 năm 2025 nhóm đã chính thức ra mắt một sản phẩm "debut" mang tên "No Fair" được lấy ý tưởng từ các nhân vật phản diện bước ra từ các câu chuyện cổ tích, phim hoạt hình, truyện tranh, truyền thuyết kinh điển.
Một nhóm nhạc khác có tên Sx7 cũng được thành lập với sự kết hợp giữa hai nam nghệ sĩ của mùa 1 là Cường Seven và (S)TRONG Trọng Hiếu. Tên của nhóm được kết hợp giữa chữ "S" trong (S)TRONG Trọng Hiếu, số "7" trong nghệ danh Cường Seven và chữ "x" – biểu tượng của sự kết nối, hòa nhập và cân bằng của các năng lượng đối lập.

## Hoạt động bên lề

### Anh trai vượt ngàn chông gai Concert 2024
Vào ngày 31 tháng 8 năm 2024, nhà sản xuất chương trình đã công bố kế hoạch tổ chức Anh trai vượt ngàn chông gai Concert 2024, đêm hòa nhạc đầu tiên của chương trình. Sự kiện được tổ chức vào ngày 19 tháng 10 năm 2024 tại công viên Ravopark ven sông Sài Gòn, thuộc khu phức hợp The Metropole Thủ Thiêm (Sóng Việt), phường Thủ Thiêm, Thủ Đức, Thành phố Hồ Chí Minh. Buổi diễn đã thu hút khoảng 20.000 khán giả đến xem, và ban tổ chức đã trao tặng 1 tỷ đồng cho quỹ Thủ Đức Nghĩa Tình. Cũng trong đêm diễn, nhà sản xuất đã thông báo sẽ tổ chức buổi hòa nhạc thứ hai tại Hà Nội, sau đó được xác nhận lại là Vinhomes Ocean Park 3 ở Văn Giang, Hưng Yên vào ngày 14 tháng 12.
Tại đêm diễn ở Hưng Yên, nhà sản xuất tiếp tục thông báo tổ chức các đêm diễn thứ ba và thứ tư vào ngày 22 và 23 tháng 3 năm 2025 tại The Global City, phường An Phú, Thủ Đức, Thành phố Hồ Chí Minh. Sau đêm thứ 4, để đáp lại lời kêu gọi của khán giả, nhà sản xuất xác nhận đêm diễn thứ năm và thứ sáu sẽ được tổ chức vào ngày 14 và 15 tháng 6 cùng năm tại Vinhomes Ocean Park 3 ở Văn Giang, Hưng Yên, nơi từng diễn ra đêm hòa nhạc thứ hai. Nhà sản xuất sau đó cho biết 2 đêm nhạc vào ngày 6 - 7 tháng 9 tại Thành phố Hồ Chí Minh tới đây sẽ chính thức là chặng cuối cùng cho chuỗi concert.

### Anh trai vượt ngàn chông gai movie: Mưa lửa
Tại đêm diễn ở Hưng Yên vào ngày 14 tháng 12 năm 2024, nhà sản xuất đã công bố một dự án phim tài liệu đặc biệt mang tên "Anh trai vượt ngàn chông gai The Movie", cùng với lịch trình đêm diễn thứ 3 dự kiến diễn ra vào tháng 3 năm 2025. Theo chia sẻ của nhà sản xuất, đây là bộ phim chân thực nói về hành trình tạo nên một mùa hè đáng nhớ cùng với 33 anh tài.
Ngày 28 tháng 4 năm 2025, poster chính thức cùng với tên gọi "Mưa lửa" cho bộ phim đã được công bố. Bộ phim ra đời đúng dịp 1 năm chương trình lên sóng với những khoảnh khắc rung động vì nghệ thuật đỉnh cao và những kỷ niệm tuyệt đẹp khi được thưởng thức chương trình, dẫu một mình hay bên cạnh những người yêu dấu.
Trong “Mưa Lửa”, họ không chỉ sống mà họ đã cháy, họ đã yêu, họ đã chiến đấu hết mình bên cạnh những người anh em, biến mỗi khoảnh khắc lao động nghệ thuật trở thành một khúc hoan ca rực rỡ mang tình yêu và niềm hy vọng. Những ai đã chạm vào “Mưa Lửa” đều sẽ tỉnh thức rằng: Mỗi chúng ta, dù là những cá thể khác biệt đến thế nào, cũng không hề đơn độc. Nhiều hơn thế, trên con đường vượt ngàn chông gai, 33 người đàn ông sẽ không bao giờ phải độc hành mà luôn đồng hành với trọn vẹn niềm tin vào những điều khác biệt đẹp đẽ ở mỗi con người.
Trong những bước chân đồng hành đó, sự yêu thương và tin cậy của hàng chục triệu khán giả đã góp “lửa”, tạo “mưa” thêm rực cháy. Họ đã tiếp thêm hàng triệu tia lửa mới để tình yêu và niềm tin đó sẽ cùng cháy mãi trong lòng chúng ta, như lời hát trong Hoả ca vẫn luôn vang vọng: “Những giấc mơ này đâu chỉ một lần, ta có vô vàn ánh sáng…”
Phim Mưa lửa ra rạp vào 16 tháng 5 năm 2025 trên các cụm rạp toàn quốc.